# Chiesa dei Santi Germano e Cristoforo
La chiesa dei Santi Germano e Cristoforo è la parrocchiale di Lignana, in provincia ed arcidiocesi di Vercelli; fa parte del vicariato di Trino.

## Storia
La prima citazione dell'Ecclesia S. Germani in Ledignana cum decimis et pertinantis suis è contenuta in un documento datato 27 dicembre 1152 con cui papa Adriano IV la riconobbe come pertinenza del vescovo di Vercelli Uguccione; questo luogo di culto già all'epoca era presumibilmente parrocchiale.
La chiesa venne riedificata nel Cinquecento con il contributo anche dei nobili locali, come si apprende dalle relazioni delle visite pastorali dell'epoca.
Sul finire del XIX secolo questo edificio era tuttavia insufficiente a soddisfare le esigenze dei fedeli, nel 1884 la parrocchiale venne interessata da un intervento di rifacimento, finanziato da don Giorgio Delmastro e dal comune.
Negli anni settanta del Novecento la chiesa fu adeguata alle norme postconciliari e nel biennio 2008-2009 si provvide a restaurare la facciata e le coperture.

## Descrizione

### Esterno
La facciata a salienti della chiesa, rivolta a ponente, è suddivisa da una cornice marcapiano aggettante in due registri. L'ordine inferiore presenta centralmente un pronao, che è caratterizzato da tre archi a tutto sesto sorretti da colonne ed entro il quale si aprono i tre portali d'ingresso, e ai lati due nicchie ospitanti le statue di San Germano Vescovo e della Beata Vergine Maria; l'ordine superiore, più stretto, è abbellito da una serie di loggette e coronato dal timpano triangolare dentellato.
Annesso alla parrocchiale è il campanile a base quadrata, abbellito da lesene angolari; la cella presenta su ogni lato una monofora a tutto sesto ed è coronata dalla guglia piramidale. 

### Interno
L'interno dell'edificio, la cui pianta è di forma rettangolare, è suddiviso in tre navate da pilastri sorreggenti degli archi a tutto sesto e abbelliti da lesene sopra le quali corre la trabeazione aggettante e dentellata, su cui si impostano le volte a botte; al termine dell'aula si sviluppa il presbiterio, coperto anch'esso dalla volta a botte e chiuso dall'abside quadrangolare.